# Muze (Stadsschouwburg Utrecht)

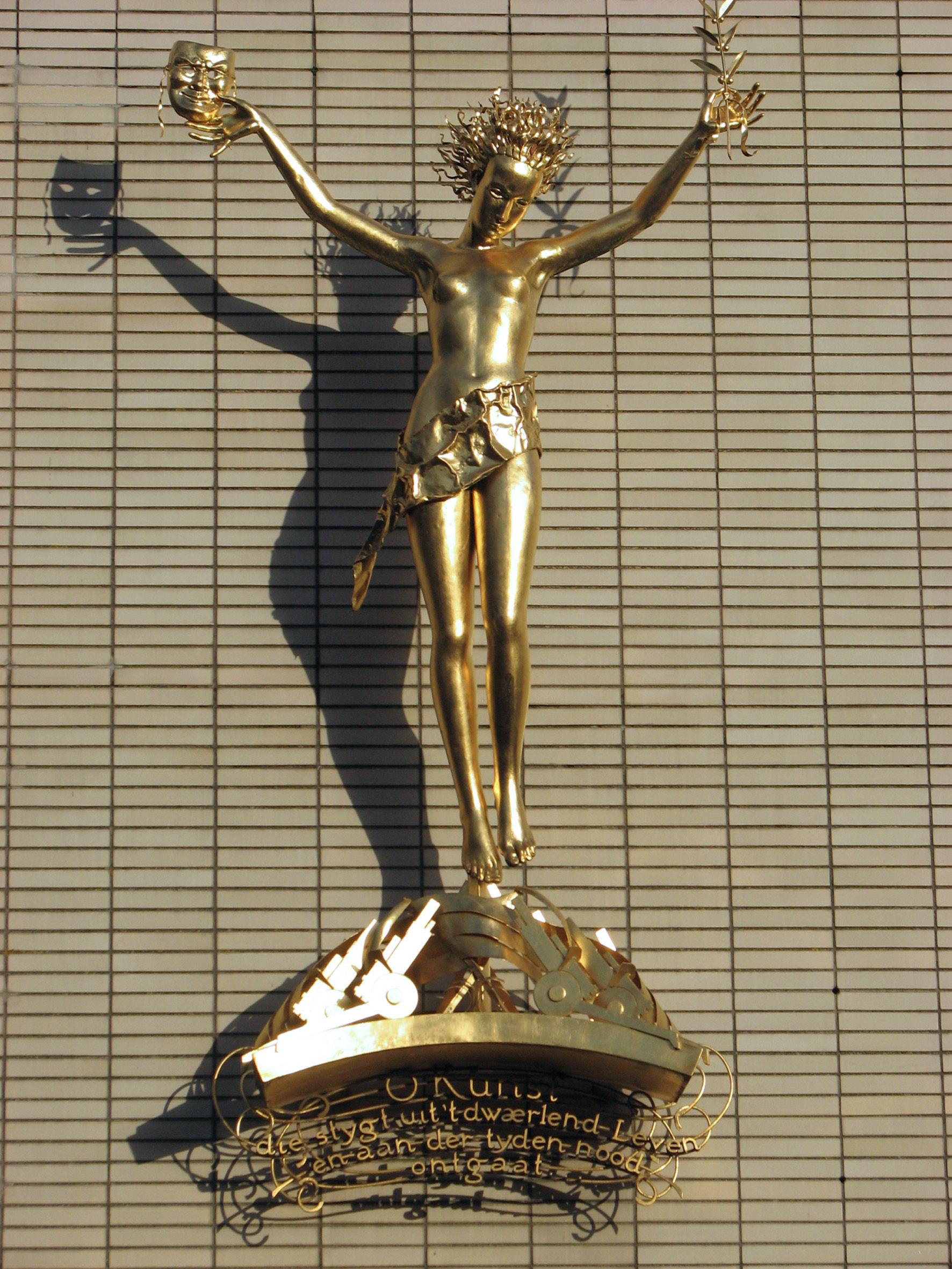
Muze

Muze is een beeld van de edelsmid Leo Brom en de architect Willem Dudok dat aan de gevel van de Stadsschouwburg Utrecht is bevestigd.

Het ruim twee meter hoge beeld is uit koper gedreven en verguld. Brom vervaardigde het in 1940-1941 voor de nieuwe schouwburg. Het kunstwerk bestaat uit een muze die in haar ene hand een masker hooghoudt en in haar andere hand een lauwertakje. Aan haar voeten bevindt zich oorlogstuig. Onderaan staat een tekst van Dudok die luidt:

O Kunst
die stygt uit 't dwærlend Leven
en aan der tyden nood
ontgaat ...

In 1959 werd in het park voor de Stadsschouwburg de fontein Feest der muzen geplaatst, die werd gemaakt door Joop Hekman.